# Cannstatter Tennisclub
Cannstatter Tennisclub is een Duitse tennisclub uit Stuttgart, meer bepaald uit het stadsdeel Bad Cannstatt. De club werd in 1890 opgericht en was eerst actief in rugby en vanaf 1893 ook in voetbal. Nadat een aantal leden de club verliet legde de club zich meer en meer toe op tennis. 

## Geschiedenis
Op 25 januari 1890 werd door scholieren van het gymnasium Cannstatter Fußball-Club opgericht, in deze tijd was Cannstatt nog een zelfstandige gemeente. Al sinds 1865 speelden scholieren rugby, dat door een Engelsman ingevoerd werd. Er werd echter op losse basis gespeeld zodat bij de oprichting van een echte club geen vroegere oprichtingsdatum aangegeven kon worden. In 1893 begon de club ook voetbal te spelen. De club sloot zich aan bij de Süddeutsche Fußball-Union, een voorloper van de Zuid-Duitse voetbalbond. Datzelfde jaar speelde de club voor het eerst tegen een andere club, in het rugby tegen Frankfurter FC 1880. De eerste voetbalwedstrijd was tegen Straßburger FC 1893. 
Scholieren uit Stuttgart toonden door de Cannstatter FC ook interesse voor rugby en voetbal en richtten FV Stuttgart 1893 op, een voorloper van VfB Stuttgart. Deze club speelde ook vaak in Cannstatt en speelde ook vriendschappelijke wedstrijden tegen de club. Sommige spelers van Cannstatter FC voegden zich zelfs bij FV Stuttgart. In 1897 splitsen enkele leden zich af van de club om Kronen-Club Cannstatt (andere voorloper van VfB Stuttgart) op te richten, dat zich enkel op voetbal focuste. Twee jaar later verloor CFC nog meer leden als de jongeren zich afsplitsten om de Stuttgarter Kickers op te richten. Dit kwam doordat de club zijn terrein verloor. FV Stuttgart 93 bood de club hulp aan en stelde voor te fuseren. Deze gesprekken leidden echter tot niets, enkel een laatste wedstrijd tussen beide clubs. 
Al in 1891 werd door de leden tennismateriaal aangeschaft om zich ook in de zomer mee te kunnen verpozen. In 1896 werd een tennisterrein aangelegd. August Schmierer, die in 1900 met zijn ex club Frankfurt 1880 deelnam aan de Olympische Spelen in Parijs met het rugbyteam, en zilver won, probeerde in 1899 nog de terugval van voetbal en rugby tegen te houden, maar kon niet verhinderen dat de meeste leden zich op tennis toelegden. In 1901 werd de naam gewijzigd in Cannstatter Fußball- und Tennis-Club, waarbij de hoop uitgedrukt werd dat de club ooit weer actief zou worden in het voetbal. In 1909 werd duidelijk dat er geen voetbal meer gespeeld zou worden en de naam werd definitief gewijzigd in Cannstatter Tennisclub. 